# 데이비드 포드
데이비드 포드(영어: David Forde, 1979년 12월 20일 ~ )는 아일랜드의 전 축구 선수로, 포지션은 골키퍼이다.